# صفاء ذياب
كاتب ومؤلف عراقي ولد عام 1975 في العراق. حصل على بكالوريوس في الأدب العربي من جامعة بغداد، بعد أن أهمل دراسته في الجامعة التكنولوجية لحبه لدراسة الأدب والفنون، و هو عضو اتحاد الأدباء والكتاب العراقيين.

## السيرة الذاتية
ولد الكاتب والمؤلف العراقي صفاء ذياب عام 1975 في العراق في محافظة ذي قار في العشرين من شهر يناير. حصل على بكلوريا في الأدب العربي من جامعة بغداد، بعد أن أهمل دراسته في الجامعة التكنولوجية لحبه لدراسة الأدب والفنون. درس الماجستير في الأدب العربي في جامعة البصرة، وأكمل السنة التحضيرية فيها بتفوق، إلا أنه لم يستطع إكمال اطروحته لاضطراره للخروج من العراق في العام 2008. عمل في عدد من الصحف المحلية والدولية كمحرر في القسم الثقافي منذ العام 1997 و أسس مجلة مسارات بالاشتراك مع الكاتب سعد سلوم وعمل مديراً لتحريرها، كما أسس عدداً من المجلات الأدبية ولم يستمر بالعمل بها كمجلة طباشير و جدل. عمل مراسلاً لعدد من المواقع الثقافية وأهمها القسم الثقافي في مجلة إيلاف الالكترونية، و عمل في الإذاعة ومراسلا لراديو سوا في مدينة البصرة، كما عمل نائباً لرئيس تحرير مجلة تواصل التي تصدر عن هيئة الاتصالات والإعلام العراقية في العام 2006. هو عضو اتحاد الأدباء والكتاب العراقيين، و عضو جمعية المصورين العراقيين. أقام عدداً من المعارض الفوتوغرافية وشارك في عدد آخر. يقيم في النرويج منذ العام 2009 بعد حصوله على منحة الكاتب الضيف في مدينة شين جنوب أوسلو.

## أعمال الكاتب[5]
- لا توقظ الوقت ، شعر، دار الشؤون الثقافية، بغداد، 2000.
- قلق ، دار الوقت، شعر، بغداد، 2001.
- ولا أحد غيري ، شعر، منشورات اتحاد الأدباء العراقيين، بغداد، 2005.[7]
- سماء يابسة، شعر، دار فضاءات، عمان، الأردن، 2010.